# Tuwi Meuleusong
Tuwi Meuleusong is een bestuurslaag in het regentschap Nagan Raya van de provincie Atjeh, Indonesië. Tuwi Meuleusong telt 33 inwoners (volkstelling 2010).